# Firebug

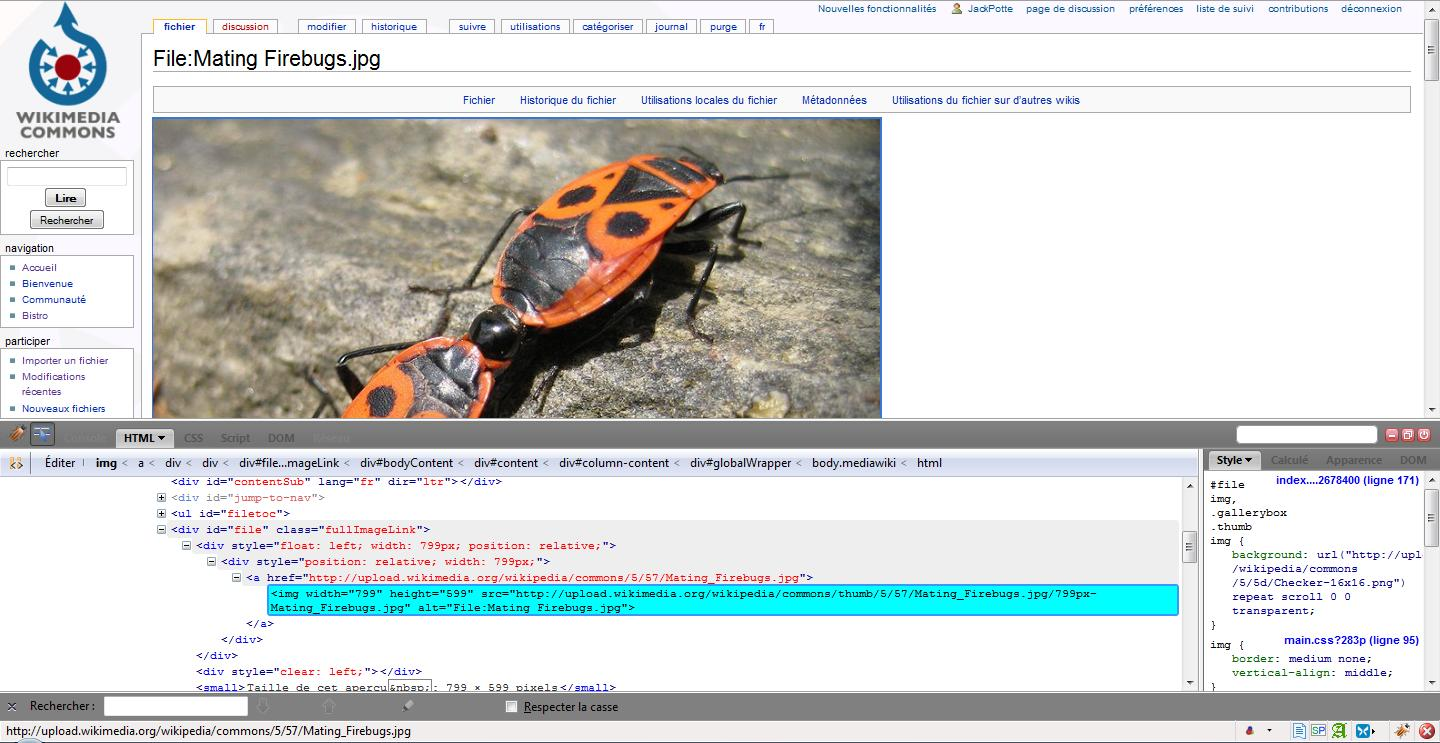
Image examinée par Firebug sur Commons.

Firebug est un outil de développement web sous forme d'une extension pour Mozilla Firefox et SeaMonkey qui permettait de déboguer, modifier et contrôler le HTML, le CSS, le DOM et le JavaScript d'une page web.
Firebug a été développé par Joe Hewitt, un des créateurs de Firefox.

Cette extension est mise à disposition sous licence libre MPL.
Le développement de Firebug a été activement soutenu par Yahoo!.
Firebug peut sauvegarder le détail de la chronologie de chargement d'une page WEB (requêtes et réponses) au format HTTP Archive .har pour l'archiver ou l'utiliser dans d'autres logiciels d'aide au développement WEB.
Le développement Firebug a été abandonné au profit des outils de développement intégrés de Firefox qui ont inclus les fonctionnalités de Firebug.

## Historique
Firebug est le premier utilitaire de développement intégré au navigateur Firefox en 2005. Il permet d'éditer, déboguer et contrôler les feuilles de style CSS, le code HTML et les éléments en Javascript.
En 2017 il est utilisé par plus d'un million de développeurs mais son nom est appelé à disparaitre, ses fonctions sont intégrées dans la version de Firefox Quantum d'octobre 2017.

## Extensions
Certaines extensions peuvent s'intégrer à Firebug :
- YSlow[4] est une extension développée par Yahoo permettant de mesurer et tester différents indicateurs relatifs à la vitesse de téléchargement et d'affichage d'une page web. Cette extension s'intègre à Firebug pour fonctionner et adopte la même licence que ce dernier.
- Page Speed[5] est une extension pour Firebug développée par Google, et remplit les mêmes fonctions que YSlow. Cette extension est proposée sous licence Apache 2.0.
- Firecookie[6] est une extension permettant de visualiser les cookies liés à la page courante, d'en ajouter de nouveaux, ou bien de les supprimer. Cette extension, qui est également disponible sur le site addons.mozilla.org[7], est proposée sous la (nouvelle) licence BSD. Depuis la version 1.10.0, Firebug gère nativement les cookies [8].